# 克里尼昌卡
47°2′22″N 33°12′3″E / 47.03944°N 33.20083°E
克里尼昌卡（烏克蘭語：Криничанка）是位於烏克蘭南部的村莊，由赫爾松州貝里斯拉夫區的大亞歷山德里夫卡市鎮負責管轄。該村始建於1945年，面積0.27平方公里，海拔高度62米，2001年人口47，人口密度每平方公里176.7人。